# Ilex humbertii
Ilex humbertii är en järneksväxtart som beskrevs av José Cuatrecasas. Ilex humbertii ingår i släktet järnekar, och familjen järneksväxter. Inga underarter finns listade i Catalogue of Life.